# Бір (Золочівський район)
Бір — село в Україні, у Золочівському районі Львівської області. Населення становить 183 осіб (2023). Орган місцевого самоврядування - Золочівська міська рада.

## Географія
Село розташоване між річками Західним Бугом та Бужком.